# Chryse Planitia
Chryse Planitia ist eine ausgedehnte Ebene auf dem Planeten Mars. Ihr Name leitet sich aus dem Altgriechischen ab und bedeutet so viel wie „Goldene Ebene“. 

## Beschreibung
Das Zentrum des Gebietes, welches einen Durchmesser von  1.600 km hat und bis zu 2,5 km tief ist, befindet sich bei 27° nördlicher Breite und 37° westlicher Länge. Das Gebiet hat eine Ausdehnung von etwa 500.000 km2. 
Chryse Planitia stellt eine riesige Senke dar, die 2 bis 4 km unter der topographischen Nulllinie des Planeten liegt. Sie ist wahrscheinlich durch den Einschlag eines größeren Meteoriten entstanden. Die größten Ausflusstäler des Mars, Kasei Vallis, Ares Vallis, Tiu Vallis und Simud Vallis münden in diese Senke. Vor etwa 3 Milliarden Jahren flossen hier offensichtlich gewaltige Wassermassen. Die mitgeführten Steine und Sande lagerten sich als Sedimente in Chryse Planitia ab. 
Da die Region geologisch sehr interessant ist, landeten hier zwei Raumsonden:
- Am 20. Juli 1976 setzte die Sonde Viking 1 auf und sandte erste Fotos von der Marsoberfläche.
- Am Übergang von Ares Vallis zu Chryse Planitia landete am 4. Juli 1997 die Raumsonde Pathfinder. Der mitgeführte Marsrover Sojourner untersuchte bis zum September 1997 die Umgebung der Sonde.